# Henryk Trenkner
Henryk Jan Trenkner (ur. 1 stycznia 1872 w Warszawie, zm. 31 października 1931, tamże) – polski lekarz epidemiolog radny rady miejskiej w Łodzi.

## Życiorys
Trenkner pochodził z Warszawy, gdzie podjął studia na Wydziale Lekarskim Uniwersytetu Warszawskiego. W 1894 uczestniczył w obchodach rocznicy powstania kościuszkowskiego za co zesłano go do guberni permskiej. W wyniku złagodzenia kary umożliwiono mu odbycie medycznych studiów w Dorpacie, jednak w grudniu 1895 zesłano go do guberni archangielskiej za udział w tajnym stowarzyszeniu „Oświata Ludowa”. W 1900 został zwolniony z zesłania, po czym wyjechał do Krakowa, gdzie uzyskał dyplom lekarza, a następnie praktykował jako pediatra w Wiedniu i w Grazu. W 1904 przeniósł się do Łodzi, gdzie był ordynatorem, a następnie lekarzem naczelnym szpitala dziecięcego Anny Marii (obecnie Szpital Pediatryczny im. Janusza Korczaka w Łodzi).
Po rozpoczęciu I wojny światowej zaangażował się w działalność Głównego Komitetu Obywatelskiego, a następnie kierował Wydziałem Zdrowia Magistratu miasta Łodzi. W 1917 został naczelnikiem Wydziału Zdrowia Magistratu miasta Warszawy, został 2-krotnie wybrany do Rady Miejskiej w Łodzi – w 1917 z ramienia Polskiego Centralnego Demokratycznego Komitetu Wyborczego, a następnie w 1919. W 1922 był naczelnikiem Wydziału w Ministerstwie Zdrowia Publicznego. Ponadto pracował również jako lekarz szkolny w gimnazjum L. Lorentza w Warszawie.
Był członkiem Łódzkiego Chrześcijańskiego Towarzystwa Dobroczynności, Łódzkiego Towarzystwa Lekarskiego, Towarzystwa Lekarzy Fabrycznych, Ligi Przeciwgruźlicznej, członkiem zarządu Towarzystwa Pediatrycznego, prezesem Towarzystwa Opieki nad Niemowlętami, a także od 1921 był członkiem komitetu głównego PCK. Od 1906 należał do komitetu redakcyjnego „Czasopisma Lekarskiego”, a od 1908 był jego wydawcą wraz z Józefem Michalskim. Był również komisarzem do walki z chorobami zakaźnymi na terenie Małopolski Wschodniej. Publikował artykuły naukowe „Czasopiśmie Lekarskim” i „Przeglądzie Lekarskim”.
Został pochowany na cmentarzu ewangelicko-augsburskim w Warszawie.

## Upamiętnienie
W 1931 w Łodzi ulicę Trelenberga na Bałutach w Łodzi przemianowano na ulicę Henryka Trenknera.